# Comuna Ovadne, Volodîmîr-Volînskîi
Ovadne (în ucraineană Овадне) este o comună în raionul Volodîmîr-Volînskîi, regiunea Volînia, Ucraina, formată din satele Caracurt, Markelivka, Ovadne (reședința) și Verba.

## Demografie
Componența lingvistică a satului Ovadne
     Ucraineană (98,51%)
     Rusă (1,45%)
Conform recensământului din 2001, majoritatea populației satului Ovadne era vorbitoare de ucraineană (98,51%), existând în minoritate și vorbitori de rusă (1,45%).